# Rosa facsarii
Rosa facsarii — вид рослин з родини розових (Rosaceae); поширений в Угорщині.

## Опис
Чагарник заввишки 2–2.5 м. Ніжка листка рясно залозиста, густо колюча. Листя 1–2 см завдовжки. Листочки від яйцюватої до ланцетної форми, основа від клиноподібної до яйцюватої, верхівка шилоподібна; верх залозистий; край подвійно пилчастий; низ рясно залозистий. Прицвіток дуже широкий, широко ланцетний, залозистий. Квітка біла

## Поширення
Поширений в Угорщині.